# 3756 Раскеннон
3756 Раскеннон (3756 Ruscannon) — астероїд головного поясу, відкритий 25 червня 1979 року.
Тіссеранів параметр щодо Юпітера — 3,510.